# Просек
Просек — горизонтальная горная выработка в толще полезного ископаемого для проветривания шахты или соединения выработок.
Просек может использоваться для обслуживания выемочных участков при отработке пластовых месторождений (например, угольных). Обычно проводится параллельно штреку, который охраняется целиками угля (полезного ископаемого).
В случае охраны штрека бутовой полосой, используется название косовичник.
Просек, используемый для монтажа очистного оборудования, называется разрезным.